# Щавиньская, Ванда
Ванда Щавиньская (пол. Wanda Marie Szczawińska, 13 июня 1866, Варшава — 21 апреля 1955, Краков) — польский биолог, педиатр, преподаватель, общественная деятельница, журналистка, награждена Орденом Возрождения Польши.

## Биография
Щавиньская родилась в Варшаве, Царство Польское, Российская империя, 13 июня 1866 года в семье Войцеха Щавиньского и Брониславы, урождённой Гумбрихты. У неё был брат Густав Щавиньский и сестра Ядвига Щавиньская-Давидова. Она выйдет замуж за Генрика Мельцера-Щавиньского.
С 1888 по 1891 год она училась в Женевском университете на факультете естественных наук. Будучи ученицей Карла Фохта, она в 1891 году защитила диссертацию и получила степень доктора естественных наук. После окончания университета она стала преподавательницей в подпольном Летучем университете в Варшаве. В 1894 году она переехала в Париж, чтобы продолжить медицинское образование, работая в Сорбонне в биологической лаборатории Ива Делажа. В 1902 году она получила вторую докторскую степень, на этот раз по медицине. Затем она работала в Институте Пастера, а в 1907 году стала врачом в Фонде Золя в Медане — учреждении для выздоравливающих младенцев.
В 1910 году Щавиньская вновь вернулась в Варшаву, где организовала врачебную клинику для младенцев. В 1914 году она организовала программу по пропаганде детской гигиены. Гигиена стала одним из её главных интересов, и она читала лекции по этой теме в Варшавском научном обществе с 1911 по 1918 год.
Помимо преподавания, во время Первой мировой войны Щавиньская работала врачом в госпитале Св. Станислава Костки и Святого Духа в Варшаве, а также в санитарном отделе Варшавского комитета граждан. В 1924 году она стала членом Международной ассоциации врачей. В 1925 году она выступила с докладом о современном детском питании на Конгрессе польских врачей и естествоиспытателей в Варшавском политехническом университете, за который получила первую премию и золотую медаль. Благодаря её усилиям по повышению осведомлённости о питании и гигиене младенцев в 1926 году в Саксонском саду был открыт павильон здоровья для младенцев. В последующие годы она регулярно читала лекции в учительской семинарии и в экономическом университете в Хыличках. Кроме того, она сотрудничала с французским изданием Bulletin de l’Institut Pasteur и написала около восьмидесяти исследований и научных статей в области естественных наук, педиатрии и гигиены.
В 1954 году за свою деятельность Щавиньская была награждена Орденом Возрождения Польши. В 1955 году она умерла и была похоронена на Раковицком кладбище в Кракове.